# Mbout Airport
Mbout Airport är en flygplats i Mauretanien.   Den ligger i regionen Assaba, i den södra delen av landet, 400 km sydost om huvudstaden Nouakchott. Mbout Airport ligger 64 meter över havet.
Terrängen runt Mbout Airport är platt, och sluttar västerut. Runt Mbout Airport är det glesbefolkat, med 12 invånare per kvadratkilometer. Trakten runt Mbout Airport är ofruktbar med lite eller ingen växtlighet.